# Megachile mongolica
Megachile mongolica is een vliesvleugelig insect uit de familie Megachilidae. De wetenschappelijke naam van de soort is voor het eerst geldig gepubliceerd in 1890 door Morawitz.